# Grup de la boracita
El grup de la boracita és un grup de minerals de la classe dels borats està format per cinc espècies minerals: boracita, chambersita, congolita, ericaïta i trembathita. La congolita i la trembathita cristal·litzen en el sistema trigonal mentre que les altres tres espècies ho fan en el sistema ortoròmbic.
| Espècie     | Fórmula             |
| ----------- | ------------------- |
| Boracita    | Mg₃(B₇O13)Cl        |
| Chambersita | Mn2+₃(B₇O13)Cl      |
| Congolita   | (Fe2+,Mg)₃(B₇O13)Cl |
| Ericaïta    | Fe2+₃(B₇O13)Cl      |
| Trembathita | (Mg,Fe)₃(B₇O13)Cl   |

Segons la classificació de Nickel-Strunz els minerals d'aquest grup pertanyen a "06.GA - Tectoheptaborats» juntament amb la korzhinskita. Tots aquests minerals han estat descrits en tots els continents del planeta a excepció de l'Antàrtida, sent la boracita la més comuna de les cinc.